# Emanuele Caracciolo
Emanuele Caracciolo (né le 22 août 1912 à Tripoli et mort le 24 mars 1944  à Rome) est un réalisateur italien. Mort fusillé aux Fosses ardéatines

## Biographie
Emanuele Caracciolo a fréquenté le Centro sperimentale di cinematografia à Rome.
À partir de 1937, il travaille comme scenographe dans Felicita Colombo de Mario Mattoli, Gatta ci cova de Gennaro Righelli et Il feroce Saladino de Mario Bonnard.
Il réalise son unique long métrage Troppo tardi t’ho conosciuta, projeté en salle le 11 novembre 1940. Une copie de la pellicule originale égarée a été retrouvée au mois de juillet 2004 dans la cave d'une salle de cinéma de Coni.
Inscrit au Parti communiste italien, il participe à la Résistance et est arrêté à Rome le 21 février 1944. 
Emprisonné, le 24 mars 1944, il est emmené aux Fosses ardéatines où il est fusillé.

## Filmographie
- 1937 : I fratelli Castiglioni, de Corrado D'Errico (1937), mise en scène
- 1939 : Troppo tardi t'ho conosciuta, réalisateur
- 1945 : La carne e l'anima, de Wladimir D. Strikhewsky, scénario[3].